# Giulio Migliaccio
Giulio Migliaccio (Mugnano di Napoli, 23 de junho de 1981) é um futebolista italiano que atua como meia. Atualmente, joga pela Atalanta.

## Carreira
Migliaccio começou a carreira no Savoia.